# Velký Karlov (rybník)
Rybník Velký Karlov je velký rybník o rozloze vodní plochy 16,8 ha nalézající se v katastrálním území Plchůvky, exklávě města Choceň v okrese Ústí nad Orlicí. Rybník se nalézá na severním okraji obce Korunka. Po koruně hráze prochází silnice III. třídy č. 3173 vedoucí z obce Dolní Jelení do Čermné nad Orlicí.

## Historie
Rybník Velký Karlov byl spolu s rybníkem Malý Karlov vybudován v 16. století.  Po roce 1785 došlo k jejich zrušení a po více než 100 let nedošlo k obnově. Později byly oba rybníky obnoveny.
Rybník je využíván pro chov ryb a současně je i stanovištěm mnoha druhů vodních ptáků např. kachna divoká, polák velký, často sem zalétá čáp černý či volavka popelavá. Žije zde vydra říční.

## Galerie

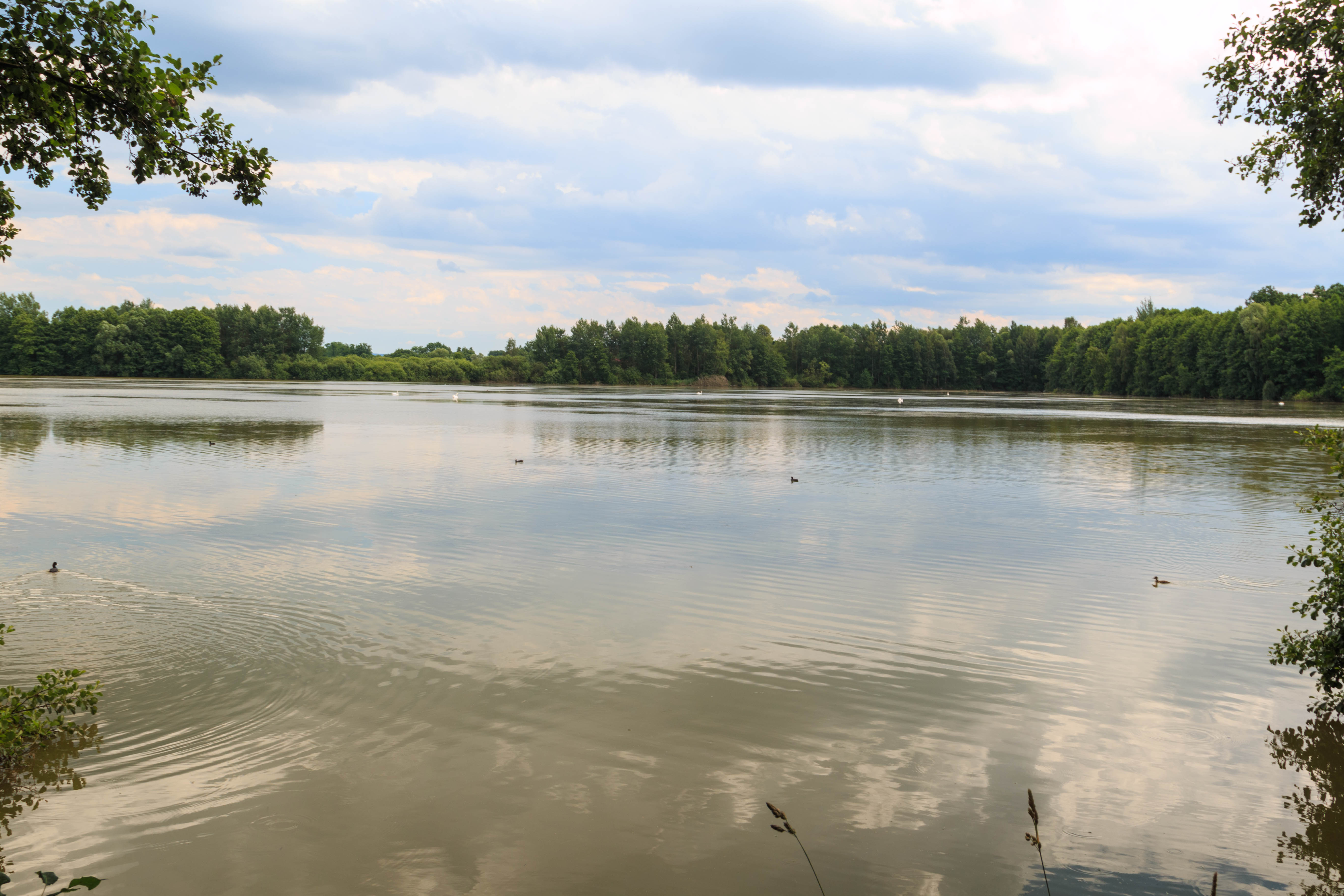
pohled na rybník Velký Karlov
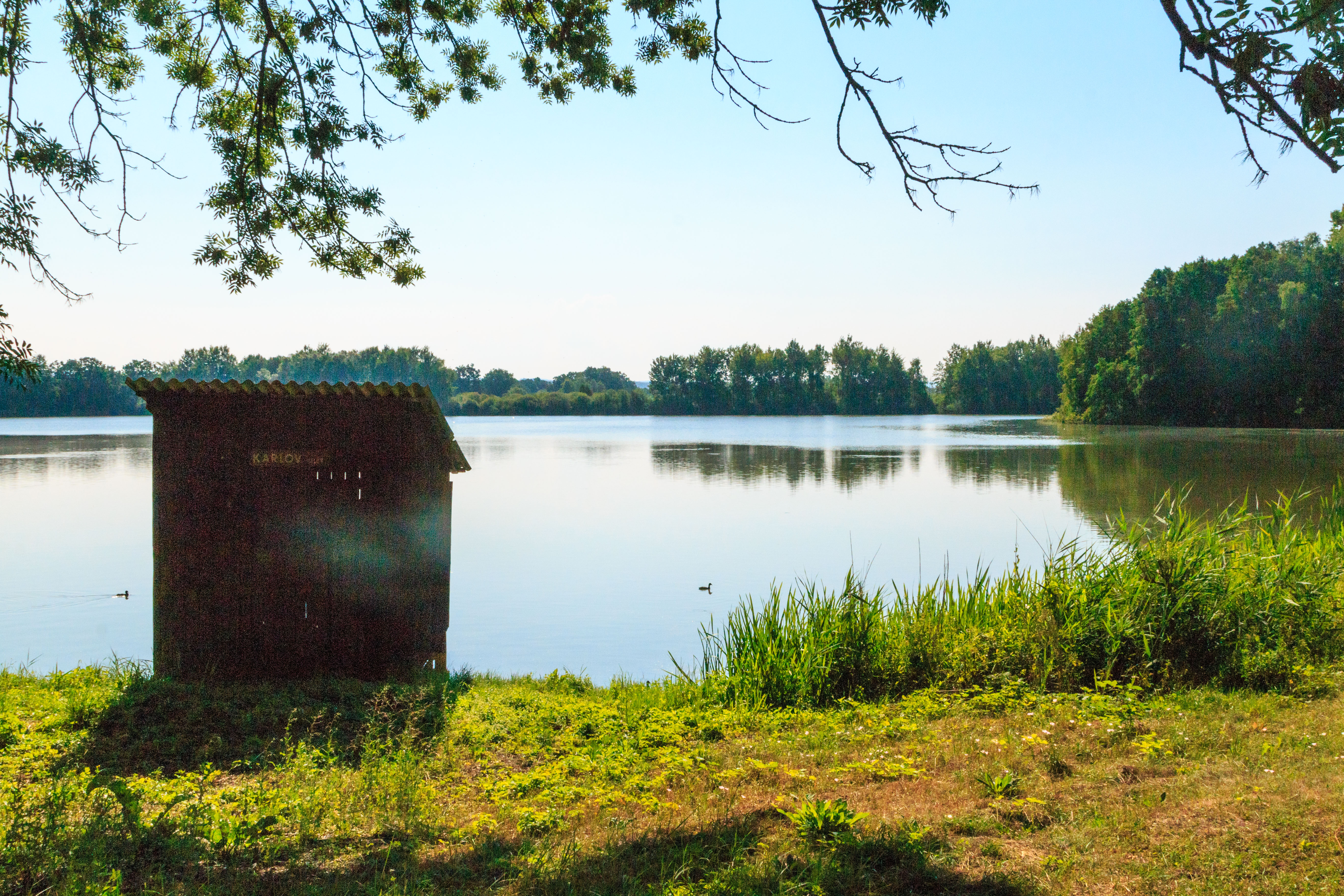
pohled na rybník Velký Karlov
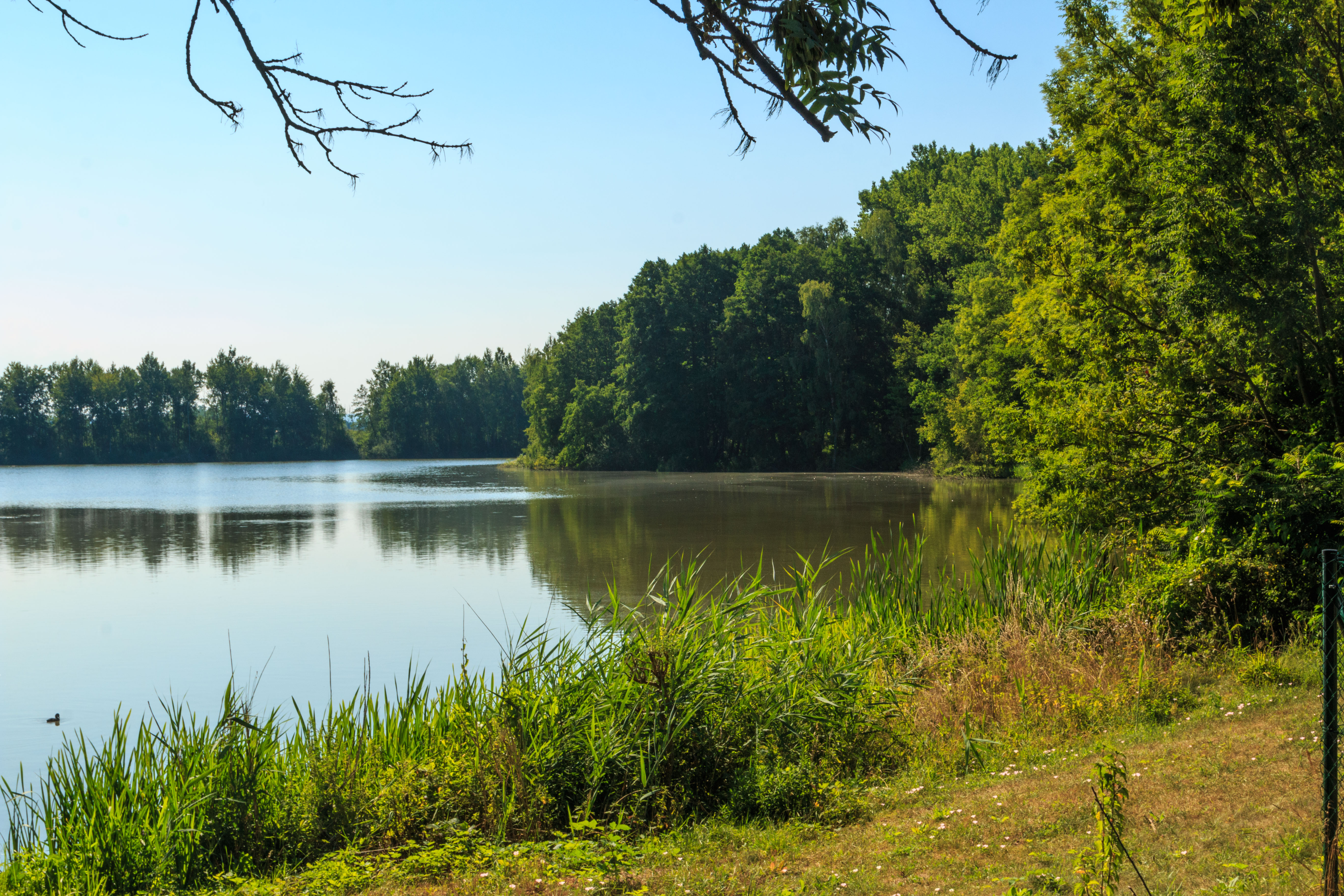
pohled na rybník Velký Karlov
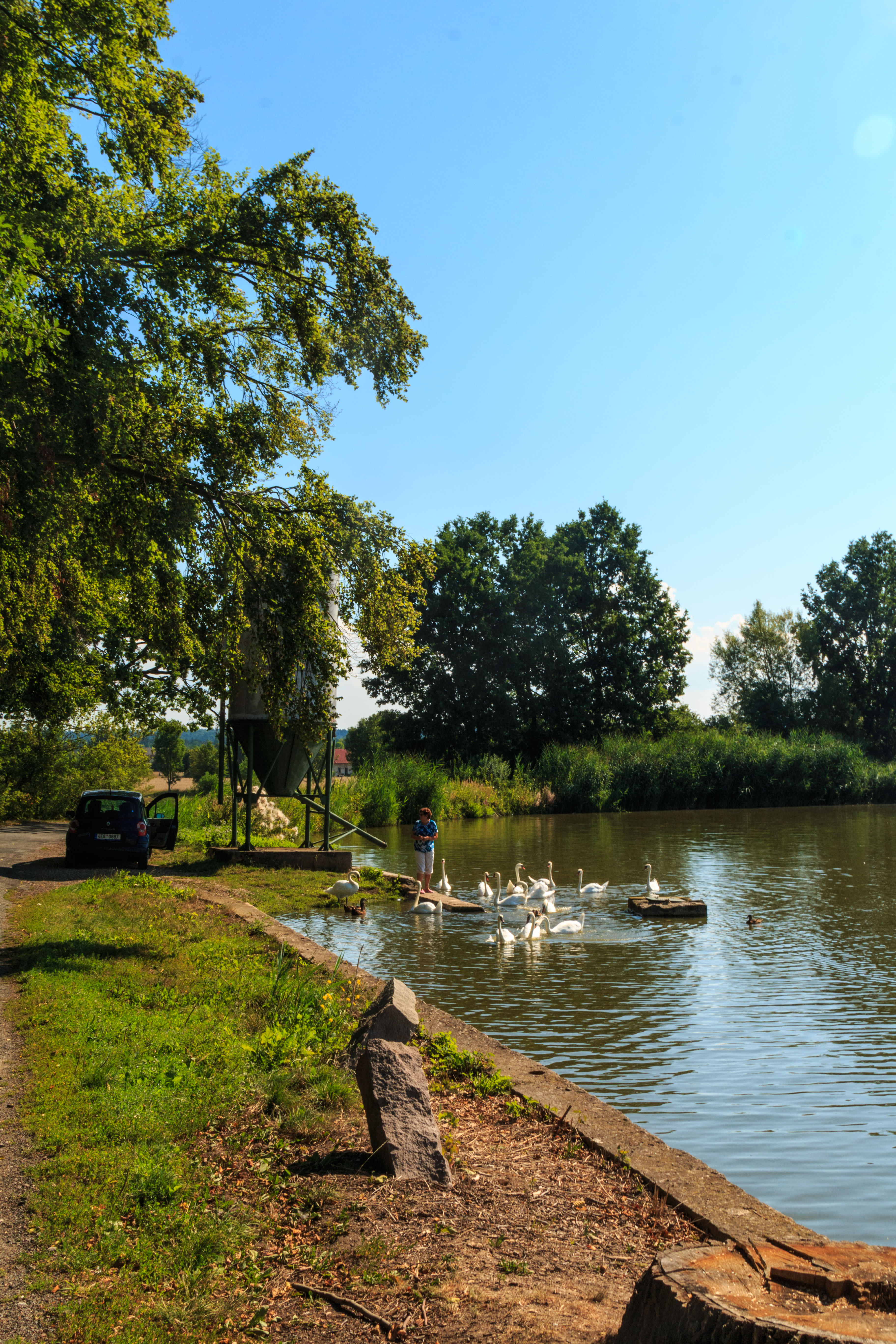
pohled na rybník Velký Karlov